# Guglielmo Gabetto
Guglielmo Gabetto (ur. 24 lutego 1916 w Turynie, zm. 4 maja 1949 w Superdze) – włoski piłkarz grający na pozycji napastnika. Razem z bramkarzem Alfredo Bodoira, jako jedyni zdobyli mistrzostwo Włoch razem z Torino FC i Juventusem.
Zginął w katastrofie lotniczej na wzgórzu Superga.